# Candy-O
Pour l’article homonyme, voir Candy.
Albums de The Cars
The Cars
(1978) Panorama
(1980)
Candy-O est le deuxième album studio du groupe de new wave américain The Cars, sorti en 1979.
L'album fut enregistré aux Cherokee Studios à Los Angeles et fut produit, comme le premier album, par le producteur de Queen Roy Thomas Baker.
L'illustration de la pochette est l'œuvre d'Alberto Vargas.
L'album est certifié 4 fois disque de Platine aux États-Unis.

## Titres
Toutes les chansons sont écrites et composées par Ric Ocasek.
| 1. | Let's Go (en)          | 3:33 |
| 2. | Since I Held You       | 3:16 |
| 3. | It's All I Can Do (en) | 3:44 |
| 4. | Double Life (en)       | 4:14 |
| 5. | Shoo Be Doo            | 1:36 |
| 6. | Candy-O (en)           | 2:36 |

| 7.  | Night Spots (en)           | 3:15 |
| 8.  | You Can't Hold On Too Long | 2:46 |
| 9.  | Lust for Kicks             | 3:52 |
| 10. | Got a Lot on My Head       | 2:59 |
| 11. | Dangerous Type (en)        | 4:28 |

## Musiciens
- Ric Ocasek : chant, guitare rythmique
- Elliot Easton : guitare solo, chœurs
- Benjamin Orr : basse, chant sur Let's Go, Since I Held You, It's All I Can Do, Candy-O et You Can't Hold on Too Long
- Greg Hawkes : claviers, saxophone, percussions, chœurs
- David Robinson : batterie, percussions

## Certification comme disque de Platine
| Pays              | Ventes    | Certification | Date       |
| ----------------- | --------- | ------------- | ---------- |
| États-Unis (RIAA) | 4 000 000 | 4 × Platine   | 15/11/2001 |